# Jack Harkness
"Kapten" Jack Harkness är en fiktiv karaktär från den brittiska TV-serien Doctor Who och dess avknoppning Torchwood.
Jack påträffas för första gången mitt under andra världskriget då Doktorn och Rose blir strandsatta eftersom Doktorns TARDIS inte fungerar. Han flörtar med Rose, vilket får Doktorn att visa lite svartsjuka - något mycket ovanligt för honom.
Jack följer sedan Doktorn och Rose. Han tar sedan över ansvaret för Torchwood III och arbetet med detta i Cardiff.
John Barrowman, som spelar Harkness, beskriver karaktärens sexualitet som att "han gillar lite av båda" och han är den första öppet bisexuella karaktären i Doctor Who. "Bisexuell" är väldigt smal beskrivning för Jacks sexuella läggning, han kommer från en tid i framtiden då människorna expanderar som mest i universum och man förökar sig med allt som rör sig. Kapten Jacks f.d. kollega Kapten John nämner att han tycker att vår planet är extremt sexig, till och med pudlarna.